# Natchitoches Parish
Natchitoches Parish is een parish in de Amerikaanse staat Louisiana.
De parish heeft een landoppervlakte van 3.252 km² en telt 39.080 inwoners (volkstelling 2000). De hoofdplaats is Natchitoches.

## Bevolkingsontwikkeling

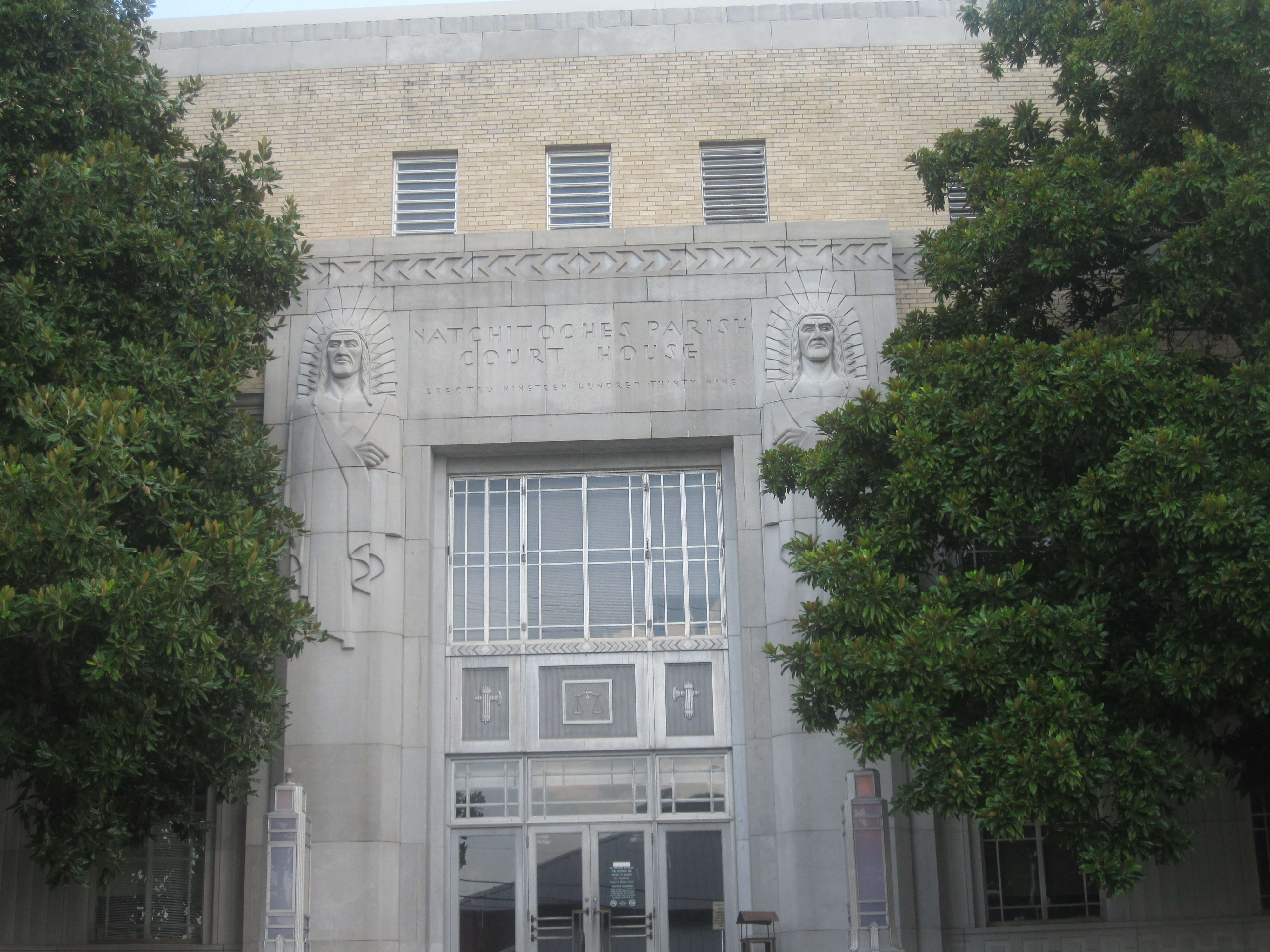
Natchitoches Parish Courthouse